# Burna Boy/Diskografie
Diese Diskografie ist eine Übersicht über die musikalischen Werke des nigerianischen Afrobeat-Musikers Burna Boy. Den Schallplattenauszeichnungen zufolge hat er bisher mehr als 25,1 Millionen Tonträger verkauft, davon alleine in seiner Heimat über 2,6 Millionen. Seine erfolgreichste Veröffentlichung ist die Single Last Last mit über 3,3 Millionen verkauften Einheiten.

## Alben

### Studioalben
| Jahr | Titel Musiklabel                                               | Höchstplatzierung, Gesamtwochen, AuszeichnungChartplatzierungen (Jahr, Titel, Musiklabel, Platzierungen, Wochen, Auszeichnungen, Anmerkungen) | Höchstplatzierung, Gesamtwochen, AuszeichnungChartplatzierungen (Jahr, Titel, Musiklabel, Platzierungen, Wochen, Auszeichnungen, Anmerkungen) | Höchstplatzierung, Gesamtwochen, AuszeichnungChartplatzierungen (Jahr, Titel, Musiklabel, Platzierungen, Wochen, Auszeichnungen, Anmerkungen) | Höchstplatzierung, Gesamtwochen, AuszeichnungChartplatzierungen (Jahr, Titel, Musiklabel, Platzierungen, Wochen, Auszeichnungen, Anmerkungen) | Höchstplatzierung, Gesamtwochen, AuszeichnungChartplatzierungen (Jahr, Titel, Musiklabel, Platzierungen, Wochen, Auszeichnungen, Anmerkungen) | Höchstplatzierung, Gesamtwochen, AuszeichnungChartplatzierungen (Jahr, Titel, Musiklabel, Platzierungen, Wochen, Auszeichnungen, Anmerkungen) | Anmerkungen                                               |
| Jahr | Titel Musiklabel                                               | NG | DE | AT | CH | UK | US | Anmerkungen                                               |
| ---- | -------------------------------------------------------------- | --- | --- | --- | --- | --- | --- | --------------------------------------------------------- |
| 2013 | L.I.F.E.: Leaving an Impact for Eternity Aristokrat Records    | — | — | — | — | — | — | Erstveröffentlichung: 12. August 2013                     |
| 2015 | On a Spaceship Spaceship Entertainment                         | — | — | — | — | — | — | Erstveröffentlichung: 25. November 2015                   |
| 2018 | Outside Atlantic Records / Spaceship Entertainment             | — | — | — | — | — | — | Erstveröffentlichung: 2018                                |
| 2019 | African Giant Atlantic Records / Spaceship Entertainment       | NG35 (… Wo.)NG | — | — | CH64 Gold · (1 Wo.)CH | UK16 Gold · (12 Wo.)UK | US104 (1 Wo.)US | Erstveröffentlichung: 25. Juli 2019 Verkäufe: + 295.000   |
| 2020 | Twice as Tall Atlantic Records / Spaceship Entertainment       | NG17 (… Wo.)NG | — | AT69 (1 Wo.)AT | CH12 (2 Wo.)CH | UK11 (3 Wo.)UK | US54 (1 Wo.)US | Erstveröffentlichung: 14. August 2020                     |
| 2022 | Love, Damini Atlantic Records / Spaceship Entertainment        | NG3 (… Wo.)NG | DE61 (1 Wo.)DE | — | CH6 (10 Wo.)CH | UK2 Gold · (14 Wo.)UK | US14 (12 Wo.)US | Erstveröffentlichung: 8. Juli 2022 Verkäufe: + 263.000    |
| 2023 | I Told Them… Atlantic Records / Spaceship Entertainment        | NG1 (… Wo.)NG | DE46 (1 Wo.)DE | AT39 (1 Wo.)AT | CH7 (6 Wo.)CH | UK1 Gold · (16 Wo.)UK | US31 (6 Wo.)US | Erstveröffentlichung: 25. August 2023 Verkäufe: + 100.000 |
| 2025 | No Sign of Weakness Atlantic Records / Spaceship Entertainment | — | — | — | CH28 (1 Wo.)CH | UK6 (3 Wo.)UK | US200 (1 Wo.)US | Erstveröffentlichung: 10. Juli 2025                       |

### Mixtapes
- 2011: Burn Notice
- 2011: Burn Identity

### EPs
- 2016: Redemption
- 2019: Steel & Copper (mit DJDS)

## Singles

### Als Leadmusiker
| Jahr | Titel Album                                                       | Höchstplatzierung, Gesamtwochen, AuszeichnungChartplatzierungen (Jahr, Titel, Album, Platzierungen, Wochen, Auszeichnungen, Anmerkungen) | Höchstplatzierung, Gesamtwochen, AuszeichnungChartplatzierungen (Jahr, Titel, Album, Platzierungen, Wochen, Auszeichnungen, Anmerkungen) | Höchstplatzierung, Gesamtwochen, AuszeichnungChartplatzierungen (Jahr, Titel, Album, Platzierungen, Wochen, Auszeichnungen, Anmerkungen) | Höchstplatzierung, Gesamtwochen, AuszeichnungChartplatzierungen (Jahr, Titel, Album, Platzierungen, Wochen, Auszeichnungen, Anmerkungen) | Höchstplatzierung, Gesamtwochen, AuszeichnungChartplatzierungen (Jahr, Titel, Album, Platzierungen, Wochen, Auszeichnungen, Anmerkungen) | Höchstplatzierung, Gesamtwochen, AuszeichnungChartplatzierungen (Jahr, Titel, Album, Platzierungen, Wochen, Auszeichnungen, Anmerkungen) | Anmerkungen                                                                            |
| Jahr | Titel Album                                                       | NG | DE | AT | CH | UK | US | Anmerkungen                                                                            |
| --- | ----------------------------------------------------------------- | --- | --- | --- | --- | --- | --- | -------------------------------------------------------------------------------------- |
| 2012 | Like to Party L.I.F.E.: Leaving an Impact for Eternity            | — | — | — | — | — | — | Erstveröffentlichung: 30. Mai 2012                                                     |
| 2012 | Tonight L.I.F.E.: Leaving an Impact for Eternity                  | — | — | — | — | — | — | Erstveröffentlichung: 24. September 2012                                               |
| 2013 | Run My Race L.I.F.E.: Leaving an Impact for Eternity              | — | — | — | — | — | — | Erstveröffentlichung: 11. März 2013                                                    |
| 2013 | Celebrate –                                                       | — | — | — | — | — | — | Erstveröffentlichung: 14. Juni 2013                                                    |
| 2013 | Won da mo –                                                       | — | — | — | — | — | — | Erstveröffentlichung: 9. Dezember 2013 feat. D’Banj                                    |
| 2014 | Don Gorgon –                                                      | — | — | — | — | — | — | Erstveröffentlichung: 30. Juni 2014                                                    |
| 2015 | Rockstar –                                                        | — | — | — | — | — | — | Erstveröffentlichung: 17. Januar 2015                                                  |
| 2015 | Check and Balance –                                               | — | — | — | — | — | — | Erstveröffentlichung: 19. März 2015                                                    |
| 2015 | Soke On a Spaceship                                               | — | — | — | — | — | — | Erstveröffentlichung: 13. April 2015                                                   |
| 2016 | Pree Me –                                                         | — | — | — | — | — | — | Erstveröffentlichung: 6. Juli 2016                                                     |
| 2016 | Mandem Anthem –                                                   | — | — | — | — | — | — | Erstveröffentlichung: 25. Dezember 2016                                                |
| 2017 | Hallelujah –                                                      | — | — | — | — | — | — | Erstveröffentlichung: 8. Februar 2017                                                  |
| 2017 | Rock Your Body Outside                                            | — | — | — | — | — | — | Erstveröffentlichung: 28. April 2017                                                   |
| 2017 | Streets of Africa Outside                                         | — | — | — | — | — | — | Erstveröffentlichung: 24. November 2017                                                |
| 2017 | Koni baje Outside                                                 | — | — | — | — | — | — | Erstveröffentlichung: 8. Dezember 2017                                                 |
| 2017 | Sekkle Down Outside                                               | — | — | — | — | — | — | Erstveröffentlichung: 11. Dezember 2017                                                |
| 2018 | Heaven’s Gate Outside                                             | — | — | — | — | — | — | Erstveröffentlichung: 19. Januar 2018 feat. Lily Allen                                 |
| 2018 | Gbona African Giant                                               | — | — | — | CH78 Platin · (3 Wo.)CH | UK— SilberUK | — | Erstveröffentlichung: 27. September 2018 Verkäufe: + 505.000; Charteinstieg in CH 2022 |
| 2018 | On The Low African Giant                                          | — | — | — | CH— PlatinCH | UK— GoldUK | US— GoldUS | Erstveröffentlichung: 16. November 2018 Verkäufe: + 1.493.333                          |
| 2019 | Killin’ Dem African Giant                                         | — | — | — | — | — | — | Erstveröffentlichung: 3. Januar 2019 mit Zlatan                                        |
| 2019 | Dangote African Giant                                             | — | — | — | — | — | — | Erstveröffentlichung: 28. Februar 2019                                                 |
| 2019 | Anybody African Giant                                             | — | — | — | CH— GoldCH | UK— SilberUK | — | Erstveröffentlichung: 14. Juni 2019 Verkäufe: + 350.000                                |
| 2019 | Money Play –                                                      | — | — | — | — | — | — | Erstveröffentlichung: 24. Dezember 2019                                                |
| 2020 | Odogwu –                                                          | — | — | — | — | — | — | Erstveröffentlichung: 21. Februar 2020                                                 |
| 2020 | Wonderful Twice As Tall                                           | — | — | — | — | — | — | Erstveröffentlichung: 26. Juni 2020                                                    |
| 2020 | Monsters You Made Twice As Tall                                   | — | — | — | — | — | — | Erstveröffentlichung: 14. August 2020 feat. Chris Martin                               |
| 2020 | 20 10 20 –                                                        | — | — | — | — | — | — | Erstveröffentlichung: 29. Oktober 2020                                                 |
| 2021 | Rotate –                                                          | — | — | — | — | — | — | Erstveröffentlichung: 22. Februar 2021 mit Becky G                                     |
| 2021 | Kilometre Love, Damini                                            | — | — | — | — | — | — | Erstveröffentlichung: 29. April 2021                                                   |
| 2021 | Want It All –                                                     | — | — | — | — | — | — | Erstveröffentlichung: 30. September 2021 feat. Polo G                                  |
| 2021 | B. D’or –                                                         | NG92 Platin · (1 Wo.)NG | — | — | — | — | — | Erstveröffentlichung: 14. Dezember 2021 Verkäufe: + 100.000; feat. Wizkid              |
| 2022 | Last Last Love, Damini                                            | NG4 ×4Vierfachplatin · (39 Wo.)NG | — | AT— GoldAT | CH38 Platin · (25 Wo.)CH | UK4 ×2Doppelplatin · (37 Wo.)UK | US44 Platin · (19 Wo.)US | Erstveröffentlichung: 13. Mai 2022 Verkäufe: + 3.353.333                               |
| 2022 | For My Hand Love, Damini                                          | NG1 ×2Doppelplatin · (35 Wo.)NG | — | — | CH59 Gold · (15 Wo.)CH | UK18 Platin · (20 Wo.)UK | — | Erstveröffentlichung: 8. Juli 2022 Verkäufe: + 1.195.000; feat. Ed Sheeran             |
| 2022 | Alone Black Panther: Wakanda Forever – Music from and Inspired By | NG17 (28 Wo.)NG | — | — | CH45 (4 Wo.)CH | UK28 Silber · (9 Wo.)UK | — | Erstveröffentlichung: 11. November 2022 Verkäufe: + 300.000                            |
| 2023 | Rollercoaster Love, Damini                                        | NG21 (11 Wo.)NG | — | — | — | — | — | Erstveröffentlichung: 20. März 2023 feat. J Balvin                                     |
| 2023 | Sittin’ on Top of the World I Told Them…                          | NG8 (16 Wo.)NG | — | — | — | UK36 Silber · (9 Wo.)UK | US80 (3 Wo.)US | Erstveröffentlichung: 1. Juni 2023 Verkäufe: + 200.000                                 |
| 2023 | Talibans II I Told Them…                                          | NG16 (19 Wo.)NG | — | — | — | — | US99 (1 Wo.)US | Erstveröffentlichung: 20. Juli 2023 mit Byron Messia                                   |
| 2023 | Big 7 I Told Them…                                                | NG2 (43 Wo.)NG | — | — | — | UK53 (2 Wo.)UK | — | Erstveröffentlichung: 26. Juli 2023                                                    |
| 2023 | Cheat on Me I Told Them…                                          | NG4 (19 Wo.)NG | — | — | CH56 (1 Wo.)CH | UK19 Silber · (9 Wo.)UK | — | Erstveröffentlichung: 22. September 2023 Verkäufe: + 200.000; feat. Dave               |
| 2024 | Tested, Approved & Trusted I Told Them…                           | NG19 (24 Wo.)NG | — | — | — | — | — | Erstveröffentlichung: 3. April 2024                                                    |
| 2024 | Higher –                                                          | NG1 ×2Doppelplatin · (35 Wo.)NG | — | — | — | UK99 (1 Wo.)UK | — | Erstveröffentlichung: 27. Juni 2024 Verkäufe: + 200.000                                |
| 2024 | Bundle By Bundle No Sign of Weakness                              | NG2 (24 Wo.)NG | — | — | — | — | — | Erstveröffentlichung: 17. Dezember 2024                                                |
| 2025 | Update No Sign of Weakness                                        | NG4 (… Wo.)NG | — | — | — | — | — | Erstveröffentlichung: 19. Februar 2025                                                 |
| 2025 | Sweet Love No Sign of Weakness                                    | NG15 (… Wo.)NG | — | — | — | — | — | Erstveröffentlichung: 1. Mai 2025                                                      |
| 2025 | TaTaTa No Sign of Weakness                                        | NG5 (… Wo.)NG | — | — | CH75 (1 Wo.)CH | UK84 (1 Wo.)UK | — | Erstveröffentlichung: 21. Mai 2025 feat. Travis Scott                                  |
| Folgende Lieder erschienen nicht als Single, wurden aber durch das Album zum Download und Streaming bereitgestellt und konnten somit eine Platzierung erlangen: |                                                                   | | | | | | |                                                                                        |
| |                                                                   | | | | | | |                                                                                        |
| 2020 | Real Life Twice as Tall                                           | — | — | — | — | UK54 Silber · (11 Wo.)UK | — | Verkäufe: + 200.000; feat. Stormzy                                                     |
| 2022 | Cloak & Dagger Love, Damini                                       | NG11 (9 Wo.)NG | — | — | — | UK47 (3 Wo.)UK | — | Charteinstieg: 21. Juli 2022 feat. J Hus                                               |
| 2022 | It’s Plenty Love, Damini                                          | NG3 ×2Doppelplatin · (34 Wo.)NG | — | — | — | — | — | Verkäufe: + 300.000                                                                    |
| 2022 | Common Person Love, Damini                                        | NG4 ×3Dreifachplatin · (38 Wo.)NG | — | — | — | — | — | Verkäufe: + 300.000                                                                    |
| 2022 | Different Size Love, Damini                                       | NG8 Platin · (17 Wo.)NG | — | — | — | — | — | Verkäufe: + 100.000 feat. Victony                                                      |
| 2022 | Burna Boy Love, Damini                                            | NG15 (11 Wo.)NG | — | — | — | — | — |                                                                                        |
| 2022 | Burna Boy Love, Damini                                            | NG19 (9 Wo.)NG | — | — | — | — | — |                                                                                        |
| 2022 | Jagele Love, Damini                                               | NG23 (7 Wo.)NG | — | — | — | — | — |                                                                                        |
| 2022 | Glory Love, Damini                                                | NG26 (5 Wo.)NG | — | — | — | — | — | feat. Ladysmith Black Mambazo                                                          |
| 2022 | Wild Dreams Love, Damini                                          | NG27 (8 Wo.)NG | — | — | — | — | — | feat. Khalid                                                                           |
| 2022 | Whiskey Love, Damini                                              | NG29 (4 Wo.)NG | — | — | — | — | — |                                                                                        |
| 2022 | Toni-Ann Singh Love, Damini                                       | NG30 (4 Wo.)NG | — | — | — | — | — | feat. Popcaan                                                                          |
| 2022 | Solid Love, Damini                                                | NG30 (4 Wo.)NG | — | — | — | — | — | feat. Blxst & Kehlani                                                                  |
| 2022 | Jagele Love, Damini                                               | NG32 (6 Wo.)NG | — | — | — | — | — |                                                                                        |
| 2022 | How Bad Could It Be Love, Damini                                  | NG34 (3 Wo.)NG | — | — | — | — | — |                                                                                        |
| 2022 | Love, Daminie Love, Damini                                        | NG36 (1 Wo.)NG | — | — | — | — | — | feat. Ladysmith Black Mambazo                                                          |
| 2022 | Jagele Love, Damini                                               | NG42 (13 Wo.)NG | — | — | — | — | — |                                                                                        |
| 2023 | City Boys I Told Them…                                            | NG2 Platin · (33 Wo.)NG | DE— aDE | — | CH24 (13 Wo.)CH | UK14 Gold · (12 Wo.)UK | — | Charteinstieg: 3. September 2023 Verkäufe: + 600.000                                   |
| 2023 | Giza I Told Them…                                                 | NG2 ×2Doppelplatin · (32 Wo.)NG | — | — | — | — | — | Verkäufe: + 200.000                                                                    |
| 2023 | Dey Play I Told Them…                                             | NG14 (23 Wo.)NG | — | — | — | — | — |                                                                                        |
| 2023 | On Form I Told Them…                                              | NG17 (21 Wo.)NG | — | — | — | — | — |                                                                                        |
| 2023 | Normal I Told Them…                                               | NG21 (6 Wo.)NG | — | — | — | — | — |                                                                                        |
| 2023 | I Told Them…                                                      | NG23 (6 Wo.)NG | — | — | — | — | — | feat. GZA                                                                              |
| 2023 | Thanks I Told Them…                                               | NG31 (2 Wo.)NG | — | — | — | — | — | feat. J. Cole                                                                          |
| 2023 | If I’m Lying I Told Them…                                         | NG33 (3 Wo.)NG | — | — | — | — | — |                                                                                        |
| 2023 | Virgil I Told Them…                                               | NG41 (2 Wo.)NG | — | — | — | — | — |                                                                                        |
| 2025 | 23 Twice as Tall                                                  | NG95 (4 Wo.)NG | — | — | — | — | — |                                                                                        |

### Als Gastmusiker
| Jahr | Titel Album                                   | Höchstplatzierung, Gesamtwochen, AuszeichnungChartplatzierungen (Jahr, Titel, Album, Platzierungen, Wochen, Auszeichnungen, Anmerkungen) | Höchstplatzierung, Gesamtwochen, AuszeichnungChartplatzierungen (Jahr, Titel, Album, Platzierungen, Wochen, Auszeichnungen, Anmerkungen) | Höchstplatzierung, Gesamtwochen, AuszeichnungChartplatzierungen (Jahr, Titel, Album, Platzierungen, Wochen, Auszeichnungen, Anmerkungen) | Höchstplatzierung, Gesamtwochen, AuszeichnungChartplatzierungen (Jahr, Titel, Album, Platzierungen, Wochen, Auszeichnungen, Anmerkungen) | Höchstplatzierung, Gesamtwochen, AuszeichnungChartplatzierungen (Jahr, Titel, Album, Platzierungen, Wochen, Auszeichnungen, Anmerkungen) | Höchstplatzierung, Gesamtwochen, AuszeichnungChartplatzierungen (Jahr, Titel, Album, Platzierungen, Wochen, Auszeichnungen, Anmerkungen) | Anmerkungen |
| Jahr | Titel Album                                   | NG | DE | AT | CH | UK | US | Anmerkungen |
| --- | --------------------------------------------- | --- | --- | --- | --- | --- | --- | --- |
| 2018 | All My Life Essentials                        | — | — | — | — | — | — | Erstveröffentlichung: 14. September 2018 Major Lazer feat. Burna Boy                                             |
| 2019 | Location Psychodrama                          | — | — | — | CH— ×2DoppelplatinCH | UK6 ×5Fünffachplatin · (66 Wo.)UK | US— GoldUS | Verkäufe: + 3.915.000; Dave feat. Burna Boy                                                                      |
| 2019 | Simmer –                                      | — | — | — | — | UK46 Gold · (10 Wo.)UK | — | Erstveröffentlichung: 5. Juli 2019 Verkäufe: + 440.000; Mahalia feat. Burna Boy                                  |
| 2019 | Be Honest –                                   | — | — | — | CH51 (3 Wo.)CH | UK8 Platin · (16 Wo.)UK | — | Erstveröffentlichung: 16. August 2019 Verkäufe: + 1.088.333; Jorja Smith feat. Burna Boy                         |
| 2019 | Own It Heavy Is the Head                      | — | DE75 (1 Wo.)DE | AT57 (1 Wo.)AT | CH27 (11 Wo.)CH | UK1 ×3Dreifachplatin · (43 Wo.)UK | — | Erstveröffentlichung: 22. November 2019 Verkäufe: + 1.950.000; Stormzy feat. Ed Sheeran & Burna Boy              |
| 2020 | Jerusalema (Remix) –                          | — | DE3 Platin · (46 Wo.)DE | AT2 Gold · (42 Wo.)AT | CH1 (81 Wo.)CH | — | — | Erstveröffentlichung: 9. Juli 2020 Verkäufe: + 1.128.333; Master KG feat. Burna Boy & Nomcebo Zikode             |
| 2020 | My Oasis Love Goes                            | — | — | — | CH52 (4 Wo.)CH | UK43 (6 Wo.)UK | — | Erstveröffentlichung: 31. Juli 2020 Verkäufe: + 115.000; Sam Smith feat. Burna Boy                               |
| 2020 | Ginger Made in Lagos                          | — | — | — | CH— GoldCH | UK67 Silber · (1 Wo.)UK | US— GoldUS | Erstveröffentlichung: 30. Oktober 2020 Verkäufe: + 790.000; Wizkid feat. Burna Boy                               |
| 2021 | Siberia Edna                                  | — | — | — | — | UK35 (4 Wo.)UK | — | Erstveröffentlichung: 22. Februar 2021 Headie One feat. Burna Boy                                                |
| 2021 | Rollin’ –                                     | — | — | — | — | UK46 Silber · (11 Wo.)UK | — | Erstveröffentlichung: 24. Juni 2021 Mist feat. Burna Boy                                                         |
| 2021 | Second Sermon (Remix) The Villain I Never Was | NG38 Platin · (3 Wo.)NG | — | — | — | — | — | Erstveröffentlichung: 7. Dezember 2021 Verkäufe: + 100.000; Black Sherif feat. Burna Boy                         |
| 2022 | Sungba (Remix) –                              | NG34 ×4Vierfachplatin · (15 Wo.)NG | — | — | — | — | — | Erstveröffentlichung: 27. März 2022 Verkäufe: + 400.000; Asake feat. Burna Boy                                   |
| 2023 | Mera Na –                                     | — | — | — | — | UK87 (1 Wo.)UK | — | Erstveröffentlichung: 7. April 2023 Sidhu Moose Wala feat. Burna Boy & Steel Banglez                             |
| 2023 | Masculine Beautiful and Brutal Yard           | NG80 (2 Wo.)NG | — | — | — | UK24 (1 Wo.)UK | — | Erstveröffentlichung: 14. Juli 2023 J Hus feat. Burna Boy                                                        |
| 2023 | All My Life (Remix) –                         | NG11 (25 Wo.)NG | — | — | — | — | — | Erstveröffentlichung: 13. Oktober 2023 Lil Durk feat. J. Cole & Burna Boy                                        |
| 2023 | Do I (Remix) Full Time Job                    | NG6 (24 Wo.)NG | — | — | — | — | — | Erstveröffentlichung: 19. Dezember 2023 Phyno feat. Burna Boy                                                    |
| 2024 | Tshwala Bam                                   | NG1 ×3Dreifachplatin · (30 Wo.)NG | — | — | — | — | — | Erstveröffentlichung: 13. Mai 2024 Verkäufe: + 300.000; TitoM & Yuppe feat. Burna Boy & S.N.E                    |
| 2024 | We Pray Moon Music                            | NG83 (5 Wo.)NG | DE40 (37 Wo.)DE | AT28 Gold · (8 Wo.)AT | CH22 (19 Wo.)CH | UK20 Silber · (10 Wo.)UK | US87 (1 Wo.)US | Erstveröffentlichung: 23. August 2024 Verkäufe: + 512.500; Coldplay feat. Little Simz, Burna Boy, Elyanna & Tini |
| 2025 | 4 Kampé II –                                  | NG36 (9 Wo.)NG | — | — | — | — | — | Erstveröffentlichung: 28. März 2025 Joé Dwèt Filé feat. Burna Boy                                                |
| 2025 | Laho II –                                     | NG2 (… Wo.)NG | — | — | — | — | — | Erstveröffentlichung: 25. April 2025 Shallipopi feat. Burna Boy                                                  |
| Folgende Lieder erschienen nicht als Single, wurden aber durch das Album zum Download und Streaming bereitgestellt und konnten somit eine Platzierung erlangen: |                                               | | | | | | | |
| |                                               | | | | | | | |
| 2017 | Good Time Common Sense                        | — | — | — | — | UK88 (1 Wo.)UK | — | J Hus feat. Burna Boy                                                                                            |
| 2020 | Play Play Big Conspiracy                      | — | — | — | — | UK11 Platin · (9 Wo.)UK | — | J Hus feat. Burna Boy                                                                                            |
| 2021 | Loved by You Justice                          | — | — | — | — | — | US87 (1 Wo.)US | Charteinstieg: 3. April 2021 Justin Bieber feat. Burna Boy                                                       |
| 2022 | She’s Not Anyone Lap 5                        | — | — | — | — | UK30 Silber · (10 Wo.)UK | — | Charteinstieg: 6. Oktober 2022 D-Block Europe feat. Burna Boy                                                    |
| 2024 | Just Like Me American Dream                   | NG72 (2 Wo.)NG | — | — | — | — | US67 (1 Wo.)US | Charteinstieg: 27. Januar 2024 21 Savage feat. Burna Boy & Metro Boomin                                          |
| 2024 | Roboshotta Blockbusta                         | NG59 (3 Wo.)NG | — | — | — | — | — | Busta Rhymes feat. Burna Boy                                                                                     |
| 2024 | Coming Home                                   | NG58 (1 Wo.)NG | — | — | — | — | — | Usher feat. Burna Boy                                                                                            |
| 2025 | WGFT The Last Wun                             | — | — | — | — | UK60 (… Wo.)UK | US94 (… Wo.)US | Charteinstieg: 15. August 2025 Gunna feat. Burna Boy                                                             |

## Promoveröffentlichungen
| Jahr | Titel Album                                       | Anmerkungen                                                                |
| ---- | ------------------------------------------------- | -------------------------------------------------------------------------- |
| 2013 | Yawa dey L.I.F.E.: Leaving an Impact for Eternity | Erstveröffentlichung: 2013                                                 |
| 2018 | Ye Outside                                        | Erstveröffentlichung: 26. Januar 2018 · CH: Platin, UK: Platin, US: Platin |
| 2022 | Pull Up African Giant                             | Erstveröffentlichung: 22. Juli 2022                                        |

## Statistik

### Chartauswertung
|                     | NG    | DE    | AT    | CH    | UK    | US    |
| ------------------- | ----- | ----- | ----- | ----- | ----- | ----- |
| Nummer-eins-Alben   | NG1NG | DE—DE | AT—AT | CH—CH | UK1UK | US—US |
| Top-10-Alben        | NG2NG | DE2DE | AT2AT | CH2CH | UK3UK | US—US |
| Alben in den Charts | NG4NG | DE2DE | AT2AT | CH5CH | UK6UK | US5US |

|                       | NG     | DE    | AT    | CH     | UK     | US    |
| --------------------- | ------ | ----- | ----- | ------ | ------ | ----- |
| Nummer-eins-Singles   | NG3NG  | DE—DE | AT—AT | CH1CH  | UK1UK  | US—US |
| Top-10-Singles        | NG16NG | DE1DE | AT1AT | CH1CH  | UK4UK  | US—US |
| Singles in den Charts | NG52NG | DE3DE | AT3AT | CH12CH | UK26UK | US7US |

### Auszeichnungen für Musikverkäufe
| Silberne Schallplatte - Vereinigtes Königreich - 2022: für das Lied Gum Body - 2024: für das Lied It’s Plenty - 2025: für das Lied Secret Goldene Schallplatte - Australien - 2020: für die Single Own It - 2023: für die Single For My Hand - 2023: für die Single On The Low - 2023: für die Single My Oasis - Brasilien - 2020: für die Single Own It - 2024: für das Lied Loved by You - Dänemark - 2023: für das Album African Giant - 2024: für die Single Be Honest - 2024: für die Single Last Last - 2025: für die Single On The Low - Frankreich - 2023: für das Lied Collateral Damage - 2023: für das Album Love, Damini - 2023: für die Single Alone - 2023: für die Single For My Hand - 2025: für die Single Anybody - 2025: für das Lied It’s Plenty - Kanada - 2020: für die Single Be Honest - 2022: für die Single Anybody - 2022: für das Album African Giant - 2022: für die Single Gbona - 2022: für die Single Ginger - 2023: für das Album Love, Damini - 2023: für die Single Gum Body - 2023: für das Lied It’s Plenty - 2023: für die Single My Oasis - 2025: für die Single Simmer - Niederlande - 2020: für das Album African Giant - 2022: für das Album Love, Damini - Polen - 2025: für die Single We Pray - Portugal - 2020: für die Single Own It - 2020: für die Single Location - 2022: für die Single Gbona - 2025: für die Single We Pray - Schweden - 2023: für das Album Love, Damini - 2023: für die Single Gbona - 2023: für das Album African Giant - Spanien - 2024: für die Single We Pray | Platin-Schallplatte - Australien - 2023: für die Single Be Honest - 2023: für die Single Last Last - Brasilien - 2024: für die Single My Oasis - Dänemark - 2020: für die Single Own It - 2023: für die Single Location - 2023: für die Single For My Hand - 2024: für das Album Love, Damini - Frankreich - 2023: für die Single Gbona - 2023: für die Single Location - 2024: für das Album African Giant - 2024: für die Single Ye - 2025: für das Lied Donne-moi l’accord - 2025: für die Single We Pray - 2025: für das Lied City Boys - Kanada - 2022: für die Single Ye - 2022: für die Single On The Low - 2022: für die Single Location - 2023: für die Single For My Hand - Neuseeland - 2023: für die Single Last Last - 2025: für das Album Love, Damini - Schweden - 2023: für die Single For My Hand - 2023: für die Single Last Last - 2023: für die Single Ye - 2023: für die Single On The Low - Südafrika - 2023: für das Lied No Stress | 2× Platin-Schallplatte - Belgien - 2021: für die Single Jerusalema (Remix) - Kanada - 2023: für die Single Last Last - Portugal - 2021: für die Single Jerusalema (Remix) - Südafrika - 2023: für die Single Ginger 4× Platin-Schallplatte - Italien - 2021: für die Single Jerusalema (Remix) Diamantene Schallplatte - Frankreich - 2020: für die Single Jerusalema (Remix) - 2022: für die Single On The Low - 2022: für die Single Be Honest - 2023: für die Single Last Last |

Anmerkung: Auszeichnungen in Ländern aus den Charttabellen bzw. Chartboxen sind in ebendiesen zu finden.
| Land/RegionAuszeichnungen für Musikverkäufe (Land/Region, Auszeichnungen, Verkäufe, Quellen) | Silber       | Gold       | Platin       | Diamant     | Verkäufe   | Quellen              |
| -------------------------------------------------------------------------------------------- | ------------ | ---------- | ------------ | ----------- | ---------- | -------------------- |
| Australien (ARIA)                                                                            | —            | 4× Gold4   | 2× Platin2   | —           | 280.000    | aria.com.au          |
| Belgien (BRMA)                                                                               | —            | —          | 2× Platin2   | —           | 80.000     | ultratop.be          |
| Brasilien (PMB)                                                                              | —            | 2× Gold2   | Platin1      | —           | 80.000     | pro-musicabr.org.br  |
| Dänemark (IFPI)                                                                              | —            | 4× Gold4   | 4× Platin4   | —           | 435.000    | ifpi.dk              |
| Deutschland (BVMI)                                                                           | —            | —          | Platin1      | —           | 400.000    | musikindustrie.de    |
| Frankreich (SNEP)                                                                            | —            | 6× Gold6   | 7× Platin7   | 4× Diamant4 | 3.183.332  | snepmusique.com      |
| Italien (FIMI)                                                                               | —            | —          | 4× Platin4   | —           | 320.000    | fimi.it              |
| Kanada (MC)                                                                                  | —            | 10× Gold10 | 6× Platin6   | —           | 840.000    | musiccanada.com      |
| Neuseeland (RMNZ)                                                                            | —            | —          | 2× Platin2   | —           | 45.000     | radioscope.co.nz NZ2 |
| Niederlande (NVPI)                                                                           | —            | 2× Gold2   | —            | —           | 40.000     | nvpi.nl              |
| Nigeria (TCSN)                                                                               | —            | —          | 26× Platin26 | —           | 2.600.000  | turntablecharts.com  |
| Österreich (IFPI)                                                                            | —            | 3× Gold3   | —            | —           | 45.000     | ifpi.at              |
| Polen (ZPAV)                                                                                 | —            | Gold1      | —            | —           | 62.500     | olis.pl              |
| Portugal (AFP)                                                                               | —            | 4× Gold4   | 2× Platin2   | —           | 40.000     | Einzelnachweise      |
| Schweden (IFPI)                                                                              | —            | 3× Gold3   | 4× Platin4   | —           | 415.000    | sverigetopplistan.se |
| Schweiz (IFPI)                                                                               | —            | 4× Gold4   | 6× Platin6   | —           | 160.000    | hitparade.ch         |
| Spanien (Promusicae)                                                                         | —            | Gold1      | —            | —           | 30.000     | elportaldemusica.es  |
| Südafrika (RISA)                                                                             | —            | —          | 3× Platin3   | —           | 60.000     | risa.org.za          |
| Vereinigte Staaten (RIAA)                                                                    | —            | 3× Gold3   | 2× Platin2   | —           | 3.500.000  | riaa.com             |
| Vereinigtes Königreich (BPI)                                                                 | 13× Silber13 | 6× Gold6   | 14× Platin14 | —           | 12.500.000 | bpi.co.uk            |
| Insgesamt                                                                                    | 13× Silber13 | 53× Gold53 | 86× Platin86 | 4× Diamant4 |            |                      |